# Madroñera
Madroñera ist eine südwestspanische Kleinstadt und eine Gemeinde (municipio) mit 2.364 Einwohnern (Stand: 2024) in der Provinz Cáceres (Extremadura). 

## Lage und Klima
Madroñera liegt im Süden der Provinz Cáceres, an der Grenze zur Provinz Badajoz in einer Höhe von knapp 590 m. Die Entfernung zur Hauptstadt Cáceres beträgt 55 km (Fahrtstrecke) in westlicher Richtung. Das Klima ist meist warm und trocken; der eher spärliche Regen (ca. 697 mm/Jahr) fällt hauptsächlich im Winterhalbjahr.

## Bevölkerungsentwicklung
| Jahr      | 1970 | 1981 | 1991 | 2001 | 2011 | 2021 |
| Einwohner | 5397 | 3516 | 3315 | 3163 | 2847 | 2446 |

## Sehenswürdigkeiten
- Kirche der Unbefleckten Empfängnis (Iglesia de Purísima Concepción)
- Marienkapelle (Ermita de la Virgen de la Soterraña)

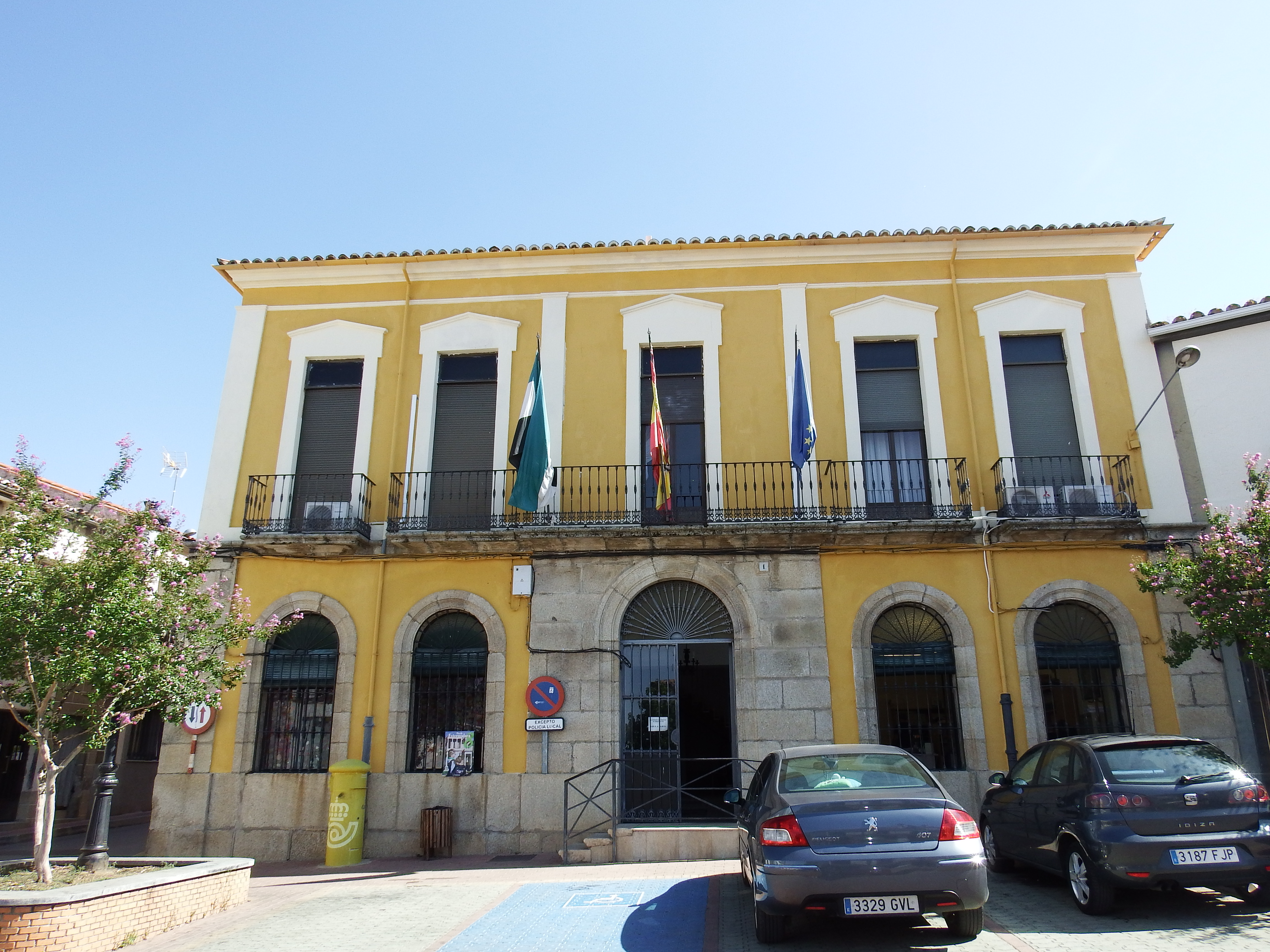
Rathaus
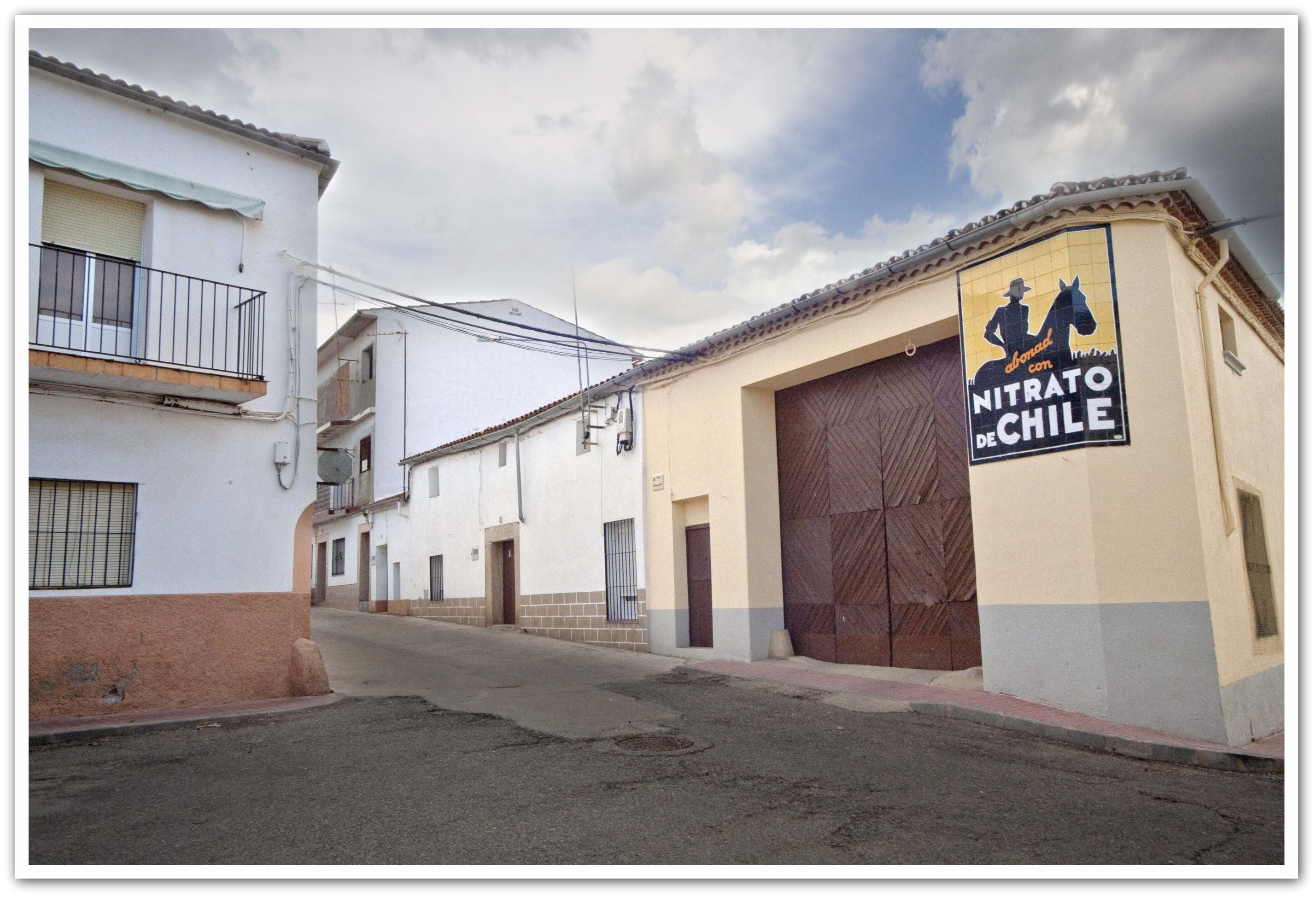
Fassade mit Werbung für Nitrato de Chile auf dem Platz Calvo Sotelo.